# Palauig
Palauig là một đô thị hạng 3 ở tỉnh Zambales, Philippines. Theo điều tra dân số năm 2000, đô thị này có dân số 29.983 người trong 5.945 hộ.

## Các đơn vị hành chính
Palauig được chia thành 19 barangay.
| - Alwa - Bato - Bulawen - Cauyan - East Poblacion - Garreta - Libaba - Liozon - Lipay - Locloc | - Macarang - Magalawa - Pangolingan - Salaza - San Juan - Santo Niño - Santo Tomas - Tition (San Vicente) - West Poblacion - Panatag Shoal (Scarborough Shoal) |